# Ирезине
Ирези́не, или Ирезина (лат. Iresine) — род растений семейства Амарантовые (Amaranthaceae), распространённый в тропических и субтропических регионах Америки.

## Ботаническое описание
Однолетние или многолетние травы, лианы или кустарники, однодомные или двудомные. Стебли прямостоячие, восходящие или лежачие. Листья супротивные или очерёдные, эллиптические, яйцевидные, ланцетные или ланцетно-продолговатые, более или менее длинночерешковые, край цельнокрайный или зубчатый.
Цветки однополые, мелкие, собраны в колосовидные, реже головчатые соцветия, образующие общие соцветия — верхушечные метёлки. Прицветник 1 и прицветничков 2, серебристые, перепончатые. Листочков околоцветника 5, в основании сросшиеся или свободные, обычно серебристые, перепончатые, с 1—3 жилками. Тычинок преимущественно 5; нити срастаются у основания; пыльники двугнёздные. Завязь 1; столбик 1, около 0,2 мм длиной; рыльце 2—3-раздельное, утончённое или головчатое. Плоды мелкие, односемянные, шаровидные, перепончатые, невскрывающиеся. Семена тёмно-красные или красновато-коричневые, чечевицеобразные. x=15.

## Таксономия
Iresine P.Browne, Civ. Nat. Hist. Jamaica 358 (1756), nom. cons.

### Синонимы
- Crucita L. (1762), orth. var.
- Cruzeta Loefl. (1758), nom. rej.
- Dicraurus Hook.f. (1880)
- Gonufas Raf. (1838)
- Ireneis Moq. (1849)
- Irenella Suess. (1934)
- Rosea Mart. (1826), nom. illeg.
- Woehleria Griseb. (1861)
- Xerandra Raf. (1837)

### Виды
Род включает 34 вида:
- Iresine ajuscana Suess. & Beyerle
- Iresine alternifolia S.Watson
- Iresine angustifolia Euphrasén
- Iresine arbuscula Uline & W.L.Bray
- Iresine arrecta Standl.
- Iresine borschii Zumaya & Flores Olv.
- Iresine cassiniiformis S.Schauer
- Iresine chrysotricha (Suess.) Borsch, Flores Olv. & Kai Müll.
- Iresine cubensis Borsch, Flores Olv. & Kai Müll.
- Iresine diffusa Humb. & Bonpl. ex Willd.
- Iresine discolor Greenm.
- Iresine domingensis Urb.
- Iresine flavescens Humb. & Bonpl. ex Willd.
- Iresine flavopilosa Suess.
- Iresine hartmanii Uline
- Iresine hebanthoides Suess.
- Iresine heterophylla Standl.
- Iresine interrupta Benth.
- Iresine jaliscana Uline & W.L.Bray
- Iresine latifolia (M.Martens & Galeotti) Benth. & Hook.f.
- Iresine laurifolia Suess.
- Iresine leptoclada (Hook.f.) Henrickson & S.D.Sundb.
- Iresine nigra Uline & W.L.Bray
- Iresine orientalis G.L.Nesom
- Iresine palmeri (S.Watson) Standl.
- Iresine pedicellata Eliasson
- Iresine pringlei S.Watson
- Iresine rhizomatosa Standl.
- Iresine rotundifolia Standl.
- Iresine rzedowskii Zumaya, Flores Olv. & Borsch
- Iresine schaffneri S.Watson
- Iresine sousae Zumaya, Borsch & Flores Olv.
- Iresine stricta Standl.
- Iresine valdesii Zumaya, Flores Olv. & Borsch